# Dhori Kule
Dhori Petraq Kule (ur. 17 lutego 1957 w Beracie) – albański ekonomista, rektor Uniwersytetu Tirańskiego.

## Życiorys
Syn Petraqa Kule. W młodości grał w piłkę nożną w klubie Tomori. W roku 1981 ukończył studia na Wydziale Ekonomicznym Uniwersytetu Tirańskiego. Następnie do 1984 roku pracował w filii stołecznego uniwersytetu w Beracie. W latach 1982–1984 był ekonomistą w przedsiębiorstwie petrochemicznym w Kuçovë.
W 1984 powrócił do pracy naukowej, by w 1993 stanąć na czele nowo powstałej katedry mikroekonomii, został też członkiem senatu Uniwersytetu Tirańskiego. Staże naukowe odbywał w sześciu krajach, w tym w Polsce (1993). W 1996 uzyskał tytuł profesora nauk ekonomicznych. W 1997 został dziekanem Wydziału Ekonomii UT, a rok później stanął na czele Stowarzyszenia Ekonomistów Albańskich (skupiającego także Albańczyków z Kosowa, Macedonii i Czarnogóry). Po zwycięstwie w wyborach, 21 stycznia 2008 otrzymał od prezydenta Bamira Topiego nominację na rektora UT, w 2012 został wybrany na kolejną kadencję. Funkcję tę sprawował do roku 2016, a następnie objął stanowisko dziekana Wydziału Ekonomicznego UT. Członek Rady Nadzorczej Banku Albanii.
Jest współautorem dwóch podręczników do ekonomii, a także kilkudziesięciu artykułów naukowych. Przez władze Beratu i Sarandy został wyróżniony tytułem honorowego obywatela tego miasta. Jest doktorem honoris causa uniwersytetów we Wlorze i w Tetowie.
Zna język angielski, włoski i rosyjski.

## Publikacje
- 1996: Hyrje në ekonomi (Wprowadzenie do ekonomii, współautor)
- 2001: Macroeconomic consolidation: achievements and challenges
- 2011: Mikroekonomia : ushtrime (Mikroekonomia: ćwiczenia)